# شون دانيلسن
شون دانيلسن (بالإنجليزية: Sean Danielsen)‏ هو مغن مؤلف وعازف قيثارة وكاتب أغاني أمريكي، ولد في 1982 في كاليفورنيا في الولايات المتحدة.

## روابط خارجية
- شون دانيلسن على موقع IMDb (الإنجليزية)
- شون دانيلسن على موقع ميوزك برينز (الإنجليزية)